# Terre du ciel
Terre du ciel est un roman de Charles-Ferdinand Ramuz publié en 1921.

## Historique
Terre du ciel est un roman de Charles-Ferdinand Ramuz (1878 - 1947), édité en novembre 1921 par les soins de l'auteur.

Après l'Apocalypse revisitée dans Les Signes parmi nous, Ramuz nous offre un « poème mystique en prose».

## Résumé
« C'est un village dans le ciel. » Les habitants d'un village de montagne ressuscitent et commencent une nouvelle vie dans de meilleures conditions. Ils perdent peu à peu le souvenir  de leurs anciens maux jusqu'au jour ou Thérèse, la gardeuse de chèvres, perd une des bêtes de Phémie...

## Éditions en français
- Terre du ciel, publié en novembre 1921 par les soins de l'auteur et par les Éditions Georg, à Genève et Crès à Paris.
- Joie dans le ciel, nouvelle version datée de 1925 aux Éditions Grasset, à Paris.
- Terre du ciel, datée de 1941 dans le dixième volume des Œuvres complètes aux Éditions Mermod, à Lausanne.